# 伯灵顿 (华盛顿州)
伯灵顿（英文：Burlington），是美国华盛顿州斯卡吉特县下属的一座城市。根据 2000年美国人口普查，该市有人口6,757人。根据2010年美国人口普查，该市有人口8,388人。而2011年估计该市有8,474人。